# Le Crime (série télévisée)
Pour les articles homonymes, voir Crime (homonymie).
Le Crime (Zbrodnia) est une série télévisée polonaise en six épisodes de 45-50 minutes. Il s'agit d'une adaptation de la série suédoise Meurtres à Sandhamn d'après les livres de Viveca Sten, sur un scénario d'Igor Brejdygant et réalisée par Grzegorz Zgliński (saison 1) et 
Sławomir Fabicki (saison 2), diffusée à partir du 16 octobre 2014 sur AXN. En France, la série a été diffusée en 2019 sur Netflix.

## Synopsis
Sur une plage de la Péninsule de Hel, alors qu'elle fait quelques brasses, Agnieszka tombe sur un cadavre qui flotte sur la mer. La police de Gdynia envoie le commissaire Nowiński, prénommé Tomek. Le mort est identifié comme Piotr Miernus. Tomek découvre la sœur de ce dernier, Ewa au domicile du défunt, la trouvant suspecte, il la fait suivre par Monika, qui la perd à Hel. Le lendemain, Ewa Miernus est retrouvée morte.

## Distribution
- Wojciech Zieliński : commissaire Tomasz Nowiński
- Joanna Kulig : Monika Krajewska, employée de police
- Magdalena Boczarska : Agnieszka Lubczyńska
- Radosław Pazura : Cezary Lubczyński, mari d'Agnieszka
- Dorota Kolak : cheffe-commissaire Maria Wolska

## Épisodes
Saison 1
1. #1
2. #2
3. #3

Saison 2
1. #1
2. #2
3. #3